# Goliath (sändare)

Goliath-sändarens antennschema
● – Central rörmast (200 meter)
Δ – Fackverksmast (175 meter)

Radiosändaren Goliath belägen vid Kalbe an der Milde i Tyskland, var med sina 1000 kW världens starkaste radiosändare under perioden 1943–45. Den användes av tyska Kriegsmarine som ordersändare på långvåg (VLF) till ubåtar i uläge. 

## Om kommunikation till ubåt
De faktorer som påverkar radiovågor från en radiosändare i land till mottagaren hos en ubåt i uläge är bland annat sändareffekt, antennsystem hos sändare och mottagare, frekvens (högre dämpning ju högre frekvens), avstånd till sändaren och vattnets salthalt (högre dämpning ju saltare vatten).
Upptäckten att sändare med lägre frekvens, i VLF-området 3–30 kHz uppfattades bättre och på större djup, gjorde att radiosändare för ordergivning till ubåtar började utvecklas men de på 1920-talet byggda VLF-sändarna visade sig vid andra världskrigets utbrott vara alltför svaga. Både USA och Tyskland försökte därför att bygga starkare sändare.

## Byggnad och driftsättning
Företaget C Lorenz konstruerade under åren 1941–45 sändare och antenner för en 1 000 kW anläggning med frekvenser mellan 15 och 60 kHz på ängarna mellan Altmersleben, Kalbe (Milde), Butterhorst och Karritz. Anläggningen täckte en yta på ca 4 kvadratkilometer och de elektriska installationerna utfördes av Siemens. Antennerna bestod av 3 st förbundna paraply-antenner i form av liksidiga sexkanter. Luftledningarna bars upp av 15 jordade fackverksmaster med 175 meters höjd och i mittpunkten av sexkanten fanns 200 meter höga master som tjänade som strömtilledningar och bärmaster.
I början av 1943 driftsattes Goliath och ersatte därmed Tysklands tidigare långvågssändare Nauen.
Meddelanden från Goliath kunde tas emot av ubåtar på 15–25 meters djup i Nordatlanten, och ner till 10 meters djup utanför Japan.

## Efterkrigstiden
När amerikanska styrkor ryckte fram mot Kalbe på våren 1945 sprängdes styrsändaren av tyskarna men övrig utrustning lämnades intakt. Amerikanerna upprättade 11 april ett fångläger på det inhägnade området med som mest 85 000 tyska soldater.
Då lägret avvecklats i juni 1945 ryckte Sovjetiska trupper in på området och lät personal från C Lorenz åter sätta anläggningen i brukbart skick. Därefter monterades utrustningen ner och transporterades österut för att återuppbyggas i Nizjnij Novgorod. Byggnader och antennfundament i Kalbe (utom ett) sprängdes, och platsen återställdes till jordbruksmark under 1947. Goliaths antenndesign har efter andra världskriget kopierats helt eller delvis i flera motsvarande VLF-anläggningar både i Sovjet och i väst. Förutom i Nizjnij Novgorod, så har till exempel VLF-sändaren i Vileika nära Molodetjno i Vitryssland samma anntennuppbyggnad, men alla master är nästan exakt 100 meter högre.